# Puccinia obesiseptata
Puccinia obesiseptata ist eine Ständerpilzart aus der Ordnung der Rostpilze (Pucciniales). Der Pilz ist ein Endoparasit des Korbblütlers Eupatorium deltoideum. Symptome des Befalls durch die Art sind Rostflecken und Pusteln auf den Blattoberflächen der Wirtspflanzen. Sie ist ein Endemit Mexikos.

## Merkmale

### Makroskopische Merkmale
Puccinia obesiseptata ist mit bloßem Auge nur anhand der auf der Oberfläche des Wirtes hervortretenden Sporenlager zu erkennen. Sie wachsen in Nestern, die als gelbliche bis braune Flecken und Pusteln auf den Blattoberflächen erscheinen.

### Mikroskopische Merkmale
Das Myzel von Puccinia obesiseptata wächst wie bei allen Puccinia-Arten interzellulär und bildet Saugfäden, die in das Speichergewebe des Wirtes wachsen. Ihre Spermogonien und Aecien sind im Holotyp zu vertrocknet, um genauer beschrieben zu werden. Die meist unterseitig auf den Wirtsblättern wachsenden Uredien des Pilzes sind zimtbraun. Ihre ebenfalls zimtbraunen Uredosporen sind 20–24 × 22–25 µm groß, in etwa kugelig und stachelwarzig. Die blattunterseitig wachsenden Telien der Art sind schwarzbraun, pulverig und unbedeckt. Die kastanienbraunen Teliosporen sind zweizellig, in der Regel breitellipsoid, runzelig und 43–48 × 33–40 µm groß. Ihre Stiele sind farblos und bis zu 150 µm lang.

## Verbreitung
Das bekannte Verbreitungsgebiet von Puccinia obesiseptata umfasst lediglich Oaxaca.

## Ökologie
Die Wirtspflanze von Puccinia obesiseptata ist Eupatorium deltoideum. Der Pilz ernährt sich von den im Speichergewebe der Pflanzen vorhandenen Nährstoffen, seine Sporenlager brechen später durch die Blattoberfläche und setzen Sporen frei. Die Art durchläuft einen makrozyklischen Entwicklungszyklus mit Spermogonien, Aecien, Telien und Uredien.